# Бандуровские ставки
Бандуровские ставки — орнитологический заказник общегосударственного значения на Украине. Расположен в пределах Голованевского района Кировоградской области, возле села Бандурово.
Площадь заказника составляет 385,6 га. Создан согласно Указу Президента Украины от 29 ноября 1994 года.
Природоохранный статус присвоен с целью охраны и сохранения природного комплекса трех прудов, расположенных на реке Яланец. В высокотравных водно-болотных зарослях гнездится много видов водоплавающих и прибрежных птиц, в частности: серая цапля (около 250 гнезд), рыжая цапля, серый гусь, лысуха, камышовка-барсучок, усатая синица и фазан обыкновенный.

## Галерея

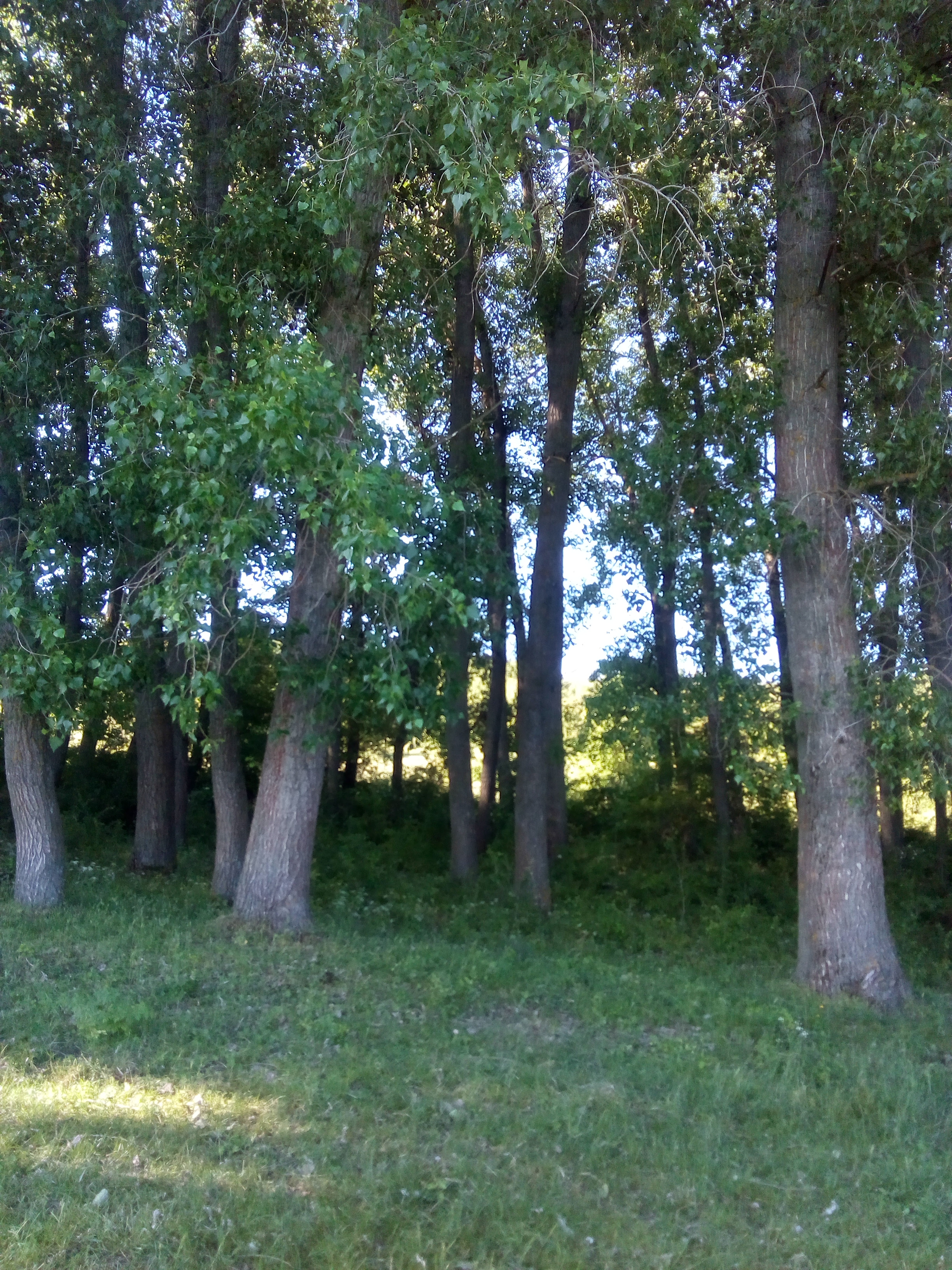
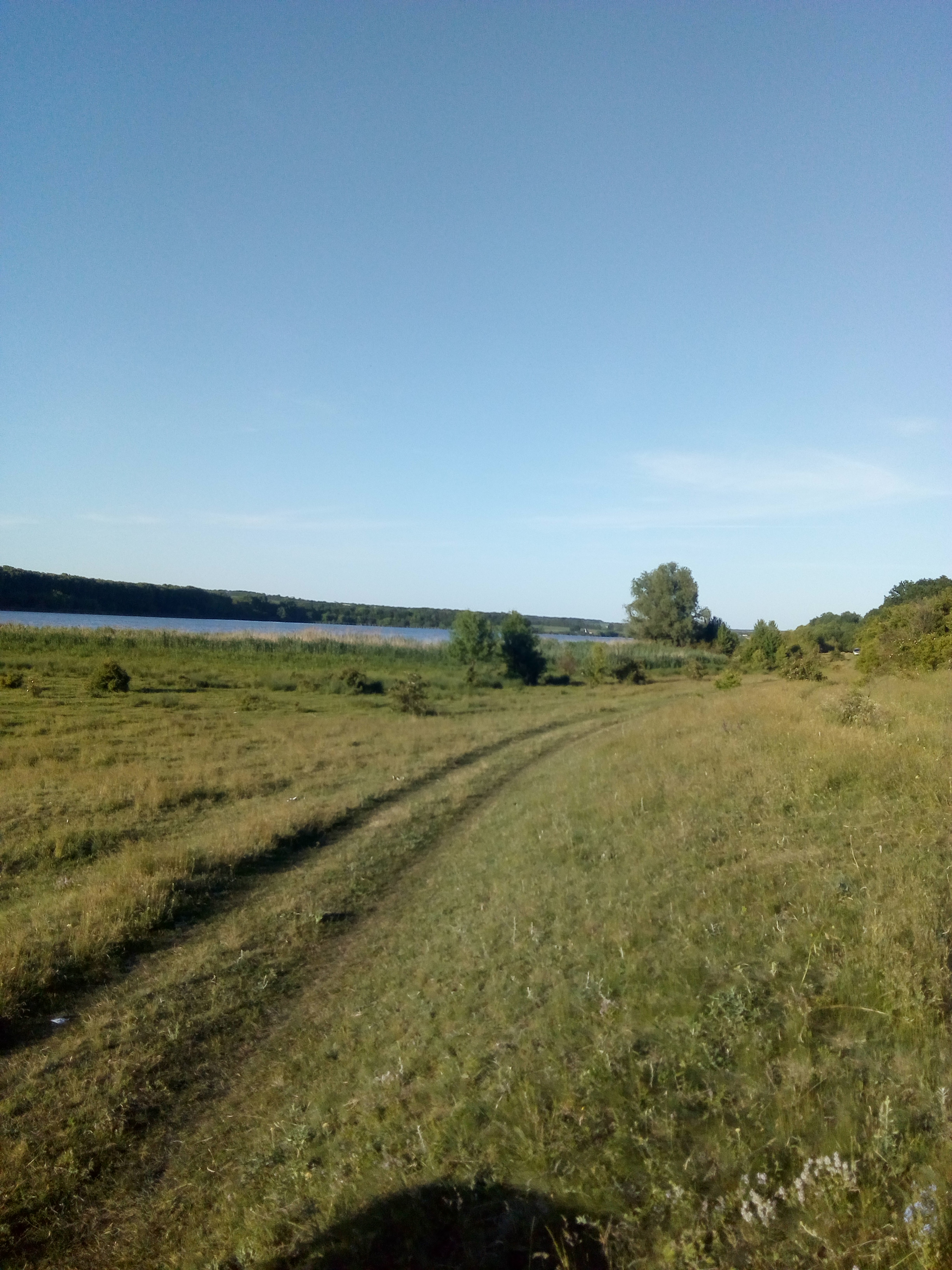
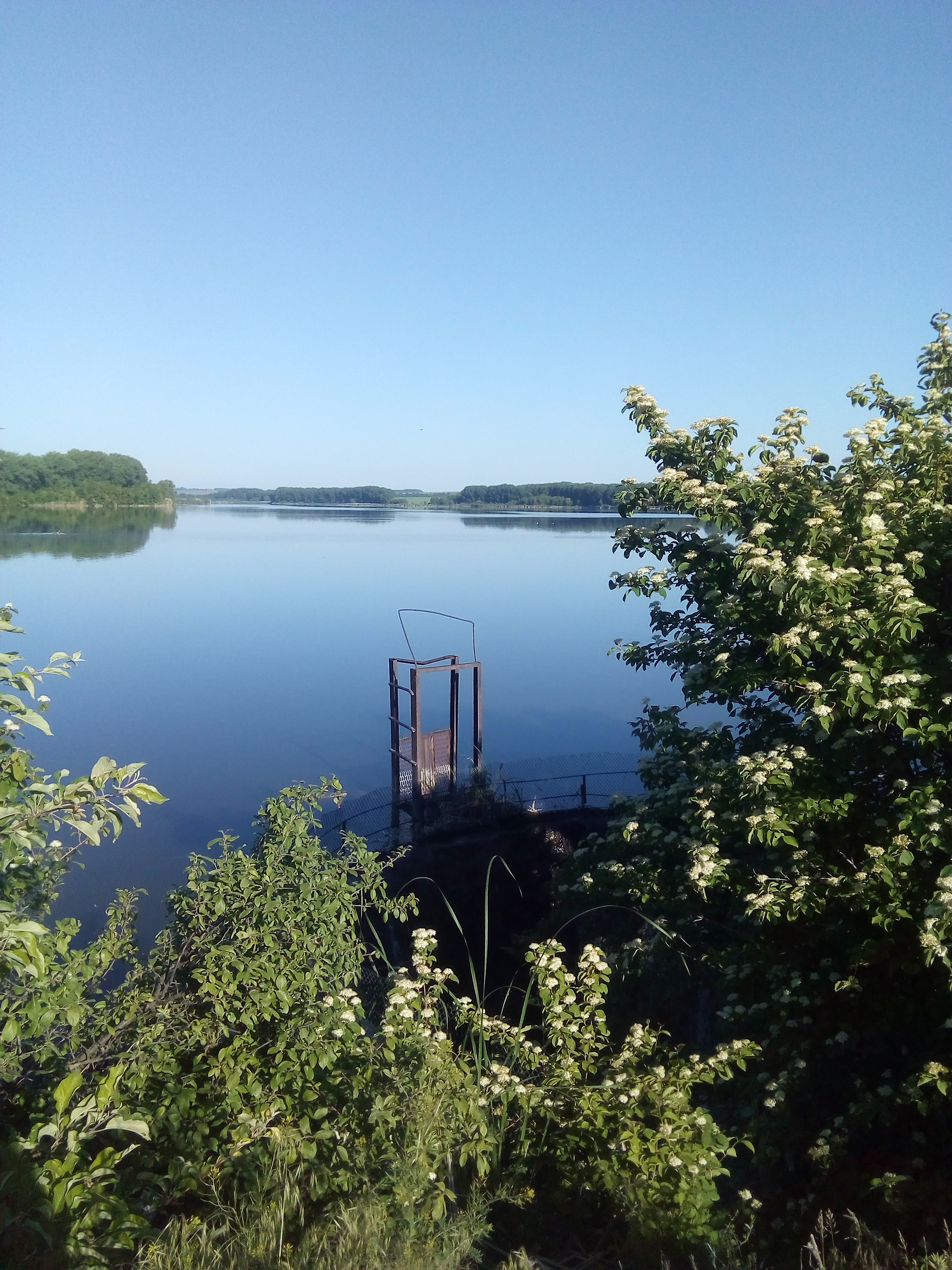
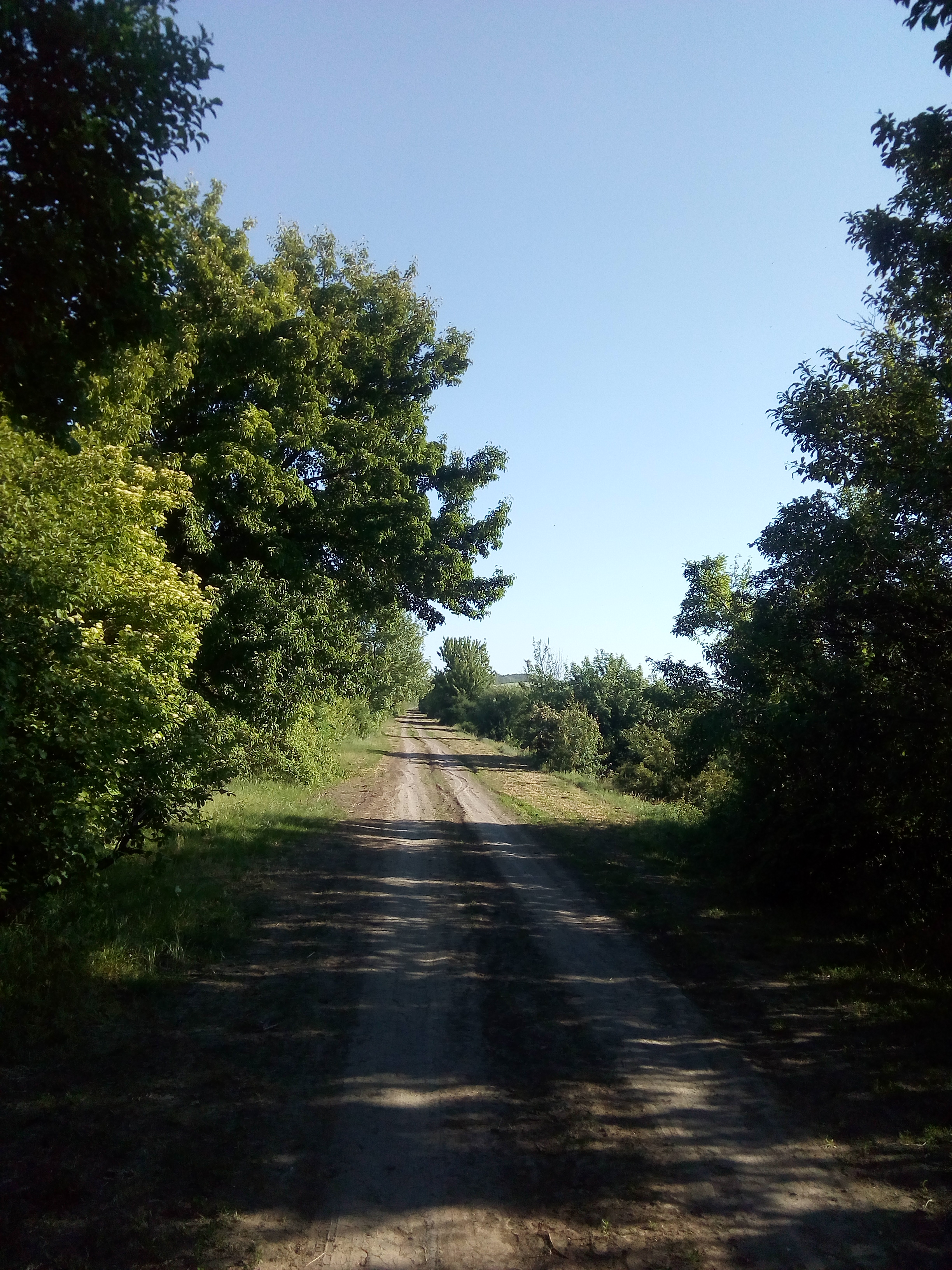